# Castillo de Ovesholm
El Castillo de Ovesholm (en sueco: Ovesholm slott) es una mansión en el municipio de Kristianstad en Escania, Suecia.
Carl Adam Wrangel (1748-1829), gobernador de Kristianstad, hizo construir la mansión en 1792-1804. El Conde Axel Raoul Hamilton (1787-1875) hizo una ampliación en 1857.